# Christopher Daniels
Daniel Christopher Covell, meglio conosciuto con il ring name Christopher Daniels (Kalamazoo, 24 marzo 1970), è un ex wrestler statunitense, sotto contratto con la All Elite Wrestling, dove svolge il ruolo di head of talent relations.
Conosciuto come "Il re delle Indie" per il suo lavoro nelle federazioni indipendenti di tutto il mondo, è principalmente ricordato per i suoi trascorsi nella Ring of Honor e nella Total Nonstop Action Wrestling. Inoltre ha lottato anche nella World Wrestling Federation e nella New Japan Pro-Wrestling.
In carriera ha detenuto venti titoli tra TNA, ROH e NJPW: quattro TNA X Division Championship, sei NWA World Tag Team Championship, due TNA World Tag Team Championship, un ROH World Television Championship, quattro ROH World Tag Team Championship, un ROH World Championship, un ROH World Six-Man Tag Team Championship e un IWGP Junior Heavyweight Tag Team Championship. Con la vittoria del ROH World Six-Man Tag Team Championship, è diventato il primo Grand Slam Champion della storia della Ring of Honor.

## Carriera

### Giovinezza
Nato a Kalamazoo, Michigan, il 24 marzo 1970, all'età di tre anni la famiglia si trasferì a Fayetteville, nella Carolina del Nord, dove divenne un fan accanito della Mid-Atlantic Championship Wrestling. Dopo essersi laureato in teatro al Methodist College, si trasferì con la moglie a Chicago, Illinois, dove progettava di diventare attore.

### Circuito indipendente (1993–2002)
Allenato da Sam DeCero, Mike Anthony e Kevin Quinn, debuttò nella Windy City Pro Wrestling nell'aprile del 1993, perdendo in coppia con Titan contro i The Manson Brothers (Ripper e Skull). Il mese successivo sconfisse Trevor Blanchard per il WCPW Light Heavyweight Championship e poco dopo vinse il WCPW Tag Team Championship con Kevin Quinn Successivamente, si recò a Porto Rico per lottare per la World Wrestling Council e il 22 ottobre 1995, in coppia con Kevin Quinn, vinse il WWC World Tag Team Championship, battendo Huracán Castillo, Jr. e Invader I. Mantennero i titoli per circa un mese, quando li persero contro i Canadian Glamour Boys (Sean Morley e Rex King) Tornato a Windy City, sconfisse Bret Sanders per il WCPW Middleweight Championship, perdendolo contro Brandon Bishop 17 giorni dopo. In questo periodo, lottò per la Empire Wrestling Federation, dove vinse l'EWF Heavyweight Championship.
Allo show per la celebrazione del 50º anno della National Wrestling Alliance, ancora in coppia con Quinn, sconfisse Danny Dominion e Ace Steele e diventarono i primi NWA Midwest Tag Team Champion. Partecipò al 3º torneo annuale ECWA Super 8, raggiungendo la finale dove perse contro Steve Bradley. Dopo un breve periodo nella Extreme Championship Wrestling si recò in Giappone, dove sviluppò il suo personaggio mascherato, Curry Man, e partecipò alla Masked Man League, dove si classificò terzo. Il 19 dicembre 1999, sconfisse Minoru Fujita nella Michinoku Pro Wrestling con in palio il British Commonwealth Junior Heavyweight Championship. Tornato negli Stati Uniti, batté Michael Modest per l'APW Worldwide Internet Championship della All Pro Wrestling e vinse il 4º torneo annuale ECWA Super 8. Il 14 gennaio 2000, lottò un tryout match nella World Championship Wrestling, dove sconfisse Mikey Henderson. L'idea originale era che Daniels interpretasse Syndrome, il maestro oscuro di Vampiro, ma il suo debutto in WCW fu continuamente rimandato e alla fine tornò sulla scena indipendente. Ha poi vinto il torneo King of the Indies organizzato dalla All Pro Wrestling, il WCPW League Championship e l'UPW Heavyweight Championship.

### World Wrestling Federation (1998–2001)
Nel 1998 firmò un contratto di sviluppo con la World Wrestling Federation e si allenò al Funkin' Dojo di Dory Funk Jr.. Debuttò il 19 gennaio 1998, perdendo un dark match contro Mick Tierney e fu utilizzato principalmente negli show secondari, come Sunday Night Heat e Shotgun Saturday Night.
Nel 2000 indossò una maschera e (come Conquistador Dos) lottò al fianco di Aaron Aguilera (Conquistador Uno). Il tag team, chiamato Los Conquistadores, fu inserito nella faida tra gli Hardy Boyz e Edge e Christian Con la gimmick dei Los Conquistadores, lottarono nel bar room brawl con gli APA.
Fece inoltre diverse apparizioni a Jakked durante la primavera del 2001, inclusa una sconfitta contro Jerry Lynn e una sconfitta in tag team contro Kaientai con Scoot Andrews come suo partner. Lottò il suo ultimo match in WWF il 3 luglio 2001 a Heat, dove perse contro Essa Ríos.

### World Championship Wrestling (2000–2001)
Nella puntata di WCW WorldWide del 17 giugno 2000, Daniels perse contro Chris Candido e nella puntata di WorldWide del 21 ottobre, perse contro Kwee Wee.
Debuttò a Nitro il 22 gennaio 2001 lottando contro Michael Modest. Durante l'incontro, Daniels tentò un springboard moonsault, ma con il piede sinistro mancò la corda e, incapace di spingere sufficientemente per completare la rotazione, atterrò sulla testa, subendo un serio infortunio al collo. Sebbene riuscì a terminare l'incontro, il suo braccio sinistro rimase danneggiato. In seguito, firmò un contratto da novanta giorni, ma nel marzo del 2001, al termine di esso, lasciò la compagnia.

### Ring of Honor (2002–2007)

#### The Prophecy (2002–2004)
Il 23 febbraio 2002, lottò nel main event del primo show della Ring of Honor, un triple threat match contro Low Ki e Bryan Danielson. Perse l'incontro, poi si rifiutò di stringere la mano ai suoi avversari, infrangendo il "codice d'onore" della ROH, che imponeva a tutti i lottatori di stringere la mano prima e dopo un incontro Prese quindi il microfono e sfidò i due a un torneo round robin per il secondo show della ROH. Daniels eliminò Danielson nel primo match, ma nel match successivo fu sottomesso alla Dragon Clutch di Low Ki. Nel post match dichiarò che avrebbe vinto se non avesse già lottato quella notte, giurando di non lottare di nuovo con Low Ki a meno che non fosse un match con in palio il ROH World Championship.

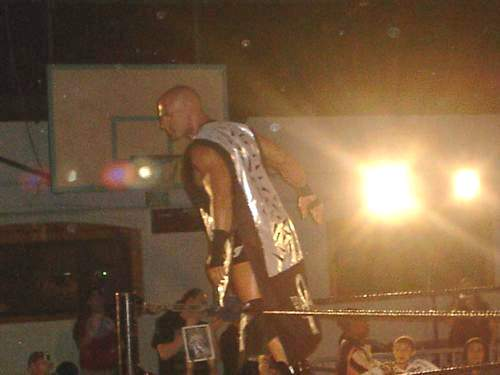
Christopher Daniels nel 2005

A Night of Appreciation, perse contro Donovan Morgan. Dopo essersi stretti la mano, i due formarono una partnership e, dopo aver aggiunto altri membri, nacque la stable chiamata The Prophecy. Il 22 giugno batté AJ Styles e si qualificò per il primo ROH World Championship match, un iron man match di un'ora contro Spanky, Doug Williams e Low Ki. Il match fu vinto da quest'ultimo, ma Daniels fu l'unico ad effettuare un pin sul vincitore e l'unico a non subire nessun pin o sottomissione.
Due mesi dopo, Low Ki difese il titolo contro Xavier. Durante il match, Daniels intervenne per distrarre Low Ki, permettendo a Xavier di attaccare il campione con una sedia e soffiargli il titolo. Xavier fu successivamente annunciato come il nuovo membro di The Prophecy. Più tardi quella notte, Daniels e Morgan vinsero contro Bryan Danielson e Michael Modest e diventarono i primi ROH World Tag Team Champion, rendendo così i membri del Prophecy i possessori di tutti i titoli della federazione.
The Prophecy ha reclutato il debuttante Samoa Joe per eliminare Low Ki nel primo Fight Without Honor, un match che non segue le regole del Codice d'Onore.
Il 13 marzo 2003, A.J. Styles e Amazing Red sconfissero Daniels e Xavier (sostituto di Morgan) per il ROH Tag Team Championship e, nello show successivo, i Prophecy persero anche il ROH Championship, quando l'ormai ex membro Samoa Joe sconfisse Xavier. Il 14 giugno, i The Prophecy sfidarono The Group (Samoa Joe, C.W. Anderson e Michael Shane) in un six-man tag team match, vinto da The Prophecy e, come da stipulazione, The Group fu costretto a sciogliersi. Il 16 agosto Daniels sconfisse Xavier e diventò lo sfidante al ROH World Championship, ma il 20 settembre fu sconfitto da Samoa Joe.
Dopo che CM Punk rifiutò l'offerta di unirsi a The Prophecy, qualcuno aggredì la sua ragazza Lucy nel backstage, costringendola a lasciare la ROH. Il 23 dicembre 2003, Daniels annunciò B.J. Whitmer come nuovo membro dei The Prophecy e rivelò che fu proprio quest'ultimo ad attaccare Lucy, scatenando una rivalità tra The Prophecy e la Second City Saints, la stable guidata da Punk. Il 10 gennaio 2004, a Battle Lines are Drawn, i The Prophecy (Daniels, Whitmer e Dan Maff) affrontarono nel main event la Second City Saints (Punk, Colt Cabana e Ace Steel) in un six-man tag team match, terminato per squalifica, dopo che Whitmer colpì accidentalmente l'arbitro con una sedia. Dopo il match, Punk lanciò Daniels dalle corde attraverso un tavolo, infortunandolo. In realtà, l'uscita di scena di Daniels fu il risultato del veto messo in atto dalla Total Nonstop Action Wrestling che non diede il permesso ai loro wrestler di lavorare negli show della Ring of Honor, alla luce di uno scandalo che circondava il promoter della ROH Rob Feinstein.
Nell'estate del 2005, la Ring of Honor annunciò che, dopo un'assenza di sedici mesi, Daniels sarebbe tornato l'8 luglio Tuttavia, il 18 giugno, a Death Before Dishonore III, tornò a sorpresa, sfidando il nuovo campione del mondo ROH, CM Punk, che aveva minacciato l'intenzione di andare in WWE con il titolo, ma Punk rifiutò la sfida e fuggì dall'arena. A Sign of Dishonore, Daniels sconfisse Colt Cabana, compagno di stable di Punk, che intervenne tentando di colpire Daniels con una catena d'acciaio, ma invece colpì Cabana. A Fate of an Angel, Daniels perse contro il debuttante Matt Hardy a causa dell'interferenza di CM Punk. Più tardi quella notte, dopo la vittoriosa difesa di Punk contro James Gibson, Daniels rubò la cintura e gli fu concessa una title shot.
Il 23 luglio, a The Homecoming, lottò contro Punk in un match con il tempo limite di un'ora e, quando sembrava pronto a chiudere, il tempo scadde, mentre Punk subiva la Angel's Wings. I 12 agosto a Redemption, Daniels, Gibson e Samoa Joe andarono a caccia del titolo di Punk, lottando in un four-way elimination match. Mentre Joe imprigionava Daniels in una mossa di sottomissione, mise il piede sulla corda per far scattare il "rope break", ma Punk lo fece cadere prima che l'arbitro se ne accorgesse e Daniels fu costretto ad arrendersi. Daniels, cercando di vendicarsi, inavvertitamente aiutò Punk ad eliminare Joe.
Rimase un membro regolare del roster della Ring of Honor, mentre lavorava anche per altre promotion. Debuttò poi negli Stati Uniti come Curry Man il 27 agosto, contro Shingo Takagi a Dragon Gate Invasion.
Dopo aver lottato contro Matt Sydal in tre match singoli (due vinti e uno perso), nell'estate del 2006 i due diventarono un tag team e il 26 agosto tentarono senza successo di conquistare i ROH World Tag Team Championship, detenuti da Austin Aries e Roderick Strong. Ci riuscirono il 25 novembre, quando sconfissero Chris Hero e Claudio Castagnoli, facendo di Daniels un due volte campione di coppia Dopo diverse difese titolate, persero i titoli contro i Briscoe Brothers il 24 febbraio 2007.
Il 28 aprile, a Good Times, Great Memories, lottò contro Erick Stevens in un match singolo con tempo limite di quindici minuti. Al termine del match, terminato in pareggio, Daniels effettuò un turn heel e lasciò la Ring of Honor.

### Total Nonstop Action Wrestling (2002–2010)

#### Regni titolati (2002–2007)
Nel 2002 fu ingaggiato della neonata NWA-TNA. Entrò a far parte della Sports Entertainment Xtreme, stable capitanata da Vince Russo. Facevano inoltre parte della fazione anche Low Ki ed Elix Skipper. I tre iniziarono a combattere nella categoria tag team sotto il nome di Triple X e vinsero l'NWA World Tag Team Championship per tre volte. La Triple X si sciolse nel giugno 2003, dopo che Low-Ki iniziò a lottare principalmente in Giappone e Daniels e Skipper persero i titoli contro gli America's Most Wanted (Chris Harris e James Storm).
Tornato in singolo, Daniels ebbe una breve faida con Jeff Jarrett tra agosto e settembre 2003 e successivamente lottò nella X Division, prima di ricongiungersi con Skipper nel luglio 2004, ma il 5 dicembre a Turning Point i due furono costretti allo scioglimento dopo aver perso nuovamente contro gli America's Most Wanted.
Nel 2005 ebbe una lunga faida con AJ Styles con in palio il TNA X Division Championship. Ha vinto il titolo a Destination X in un Ultimate X match e diventò il più lungo campione in carica della X Division, mantenendo la cintura per oltre 150 giorni. Durante il regno, difese la cintura contro Elix Skipper, Shocker, Petey Williams, Matt Bentley, Chris Sabin e Austin Aries. Perse il titolo l'11 settembre a Unbreakable, contro Styles in un triple threat match che comprendeva anche Samoa Joe. Questo match ebbe una valutazione di 5 stelle sul Wrestling Observer Newsletter.
Il 13 novembre 2005, a Genesis, subì una commozione cerebrale (storyline) dopo essere stato attaccato da Samoa Joe e aver subito una Muscle Buster su una sedia, dopo un tag match. A Turning Point, quando Joe cercò di ferire allo stesso modo AJ Styles dopo aver vinto l'X Division Championship, Daniels tornò e attaccò Joe, consentendo alla sicurezza di proteggere Styles e trattenere Joe. A Final Resolution, Daniels perse contro Joe quando Styles gettò la spugna per proteggere Daniels da ulteriori danni. La settimana successiva accusò Styles di averlo fatto per ottenere lo status di sfidante all'X Division Championship e quella stessa sera costò a Styles un match contro Shannon Moore gettando la spugna. A Against All Odds, Joe mantenne il titolo in un three-way match contro Daniels e Styles. Daniels riuscì a vincere il titolo in un Ultimate X match il mese successivo e lo perse contro lo stesso Joe il 13 aprile a Impact.
A Lockdown, avrebbe dovuto affrontare la leggenda giapponese Jushin Thunder Liger in un cage match, ma, a causa di un errore di comunicazione delle date, non poté presenziare in quanto impegnato in un evento della New Japan Pro-Wrestling e Daniels affrontò un avversario misterioso, che si rivelò essere Low Ki (ora chiamato Senshi), che lo sconfisse.
Effettuò un turn face e insieme a AJ Styles andò all'assalto dell'NWA World Tag Team Championship, detenuto dagli America's Most Wanted, e riuscirono a vincerlo a Slammiversary. Ebbero poi una faida con i The Latin American Xchange, a cui cedettero i titoli nell'episodio di Impact del 14 agosto 2006, per poi rivincerli a No Surrender.
Il 16 novembre, nel debutto di Impact su Spike TV, vinse un three-way match contro Styles e Chris Sabin e conquistò il suo terzo X Division Championship, che perse in favore di Sabin, il 14 gennaio 2007 a Final Resolution, in un altro three-way match che coinvolse anche Jerry Lynn. Dopo questo match, si prese una pausa di circa due mesi. Tornò come heel e un nuovo look fatto di barba e pittura tribale su un lato della faccia a Destination X, dove distrasse Jerry Lynn nel corso del match contro Sabin. Al termine del match, attaccò Lynn con la cintura di campione X Division e Sabin con la Angel's Wings. Vinse poi a Lockdown contro Jerry Lynn in uno steel cage match e a Sacrifice contro Rhino, dopo averlo colpito con una mazza da baseball.
Daniels ha poi avuto una faida con Sting, che gli costò un match di qualificazione al King of the Mountain match colpendolo con una mazza da baseball e, per vendetta, Sting lo attaccò la settimana successiva ad Impact!. I due si scontrarono il 17 giugno 2007, a Slammiversary, in un match che vide vincitore Sting che lo schienò dopo la Scorpion Death Drop. Secondo Daniels, la faida finì in fretta perché il booker Vince Russo non sapeva come portare avanti la sua gimmick.
A Victory Road, vinse un 10-Man Ultimate X Gauntlet Match diventando lo sfidante all'X Division Championship Per raggiungere la vittoria, fu aiutato da Senshi ed Elix Skipper, che portò alla reunion della Triple X, ma a Bound for Glory non riuscì a vincere il titolo contro Jay Lethal. Nella puntata di Impact! del 6 dicembre, batté Senshi in un match per la sua valigetta "Feast or Fired", arbitrato da Elix Skipper, ma la settimana successiva si scoprì che la valigetta conteneva un foglietto rosa, il che significava che Daniels era stato licenziato dalla TNA.

#### Curry Man e Suicide (2008–2009)

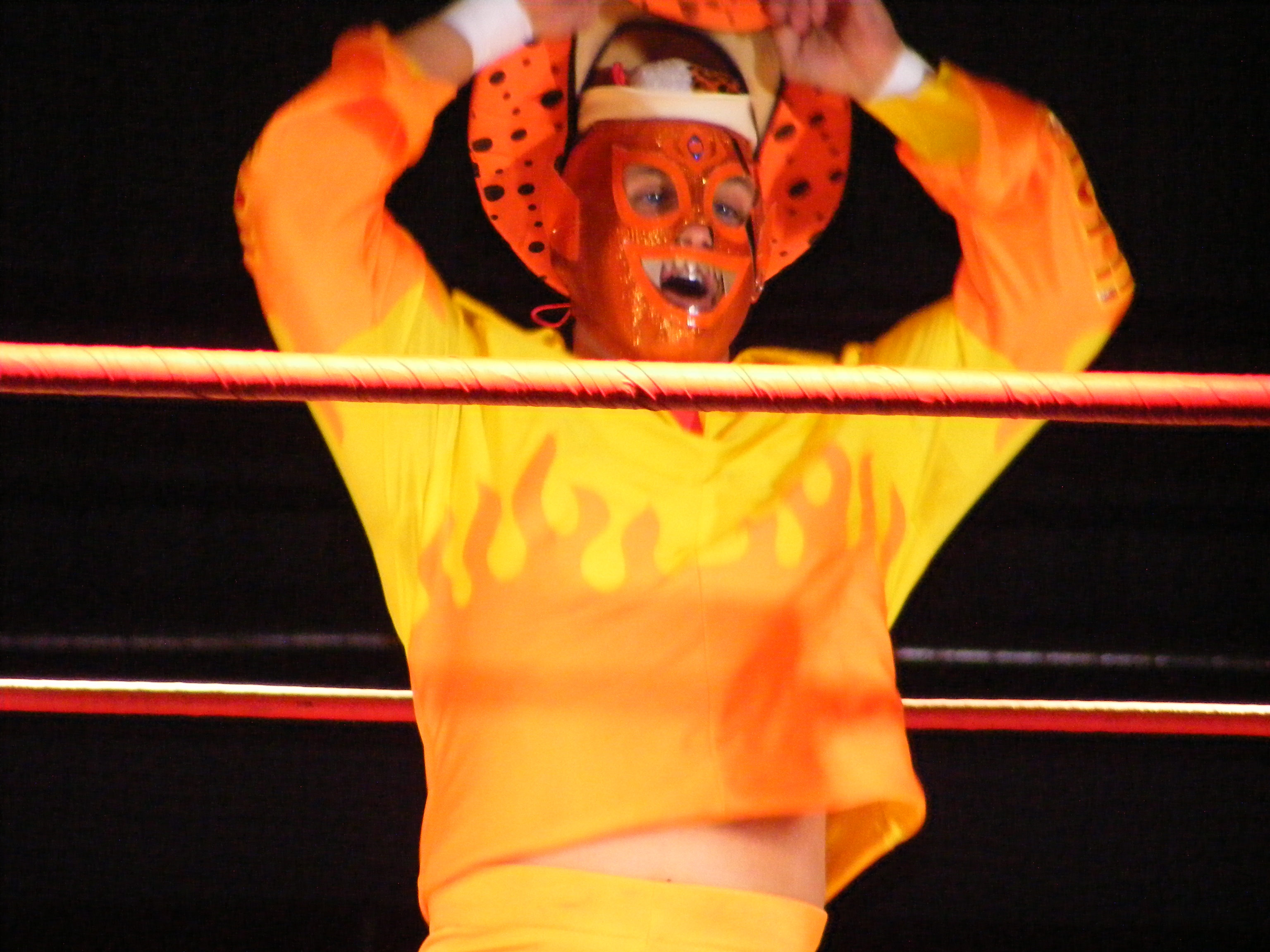
Curry Man

Un mese dopo il licenziamento, Daniels torò in TNA nei panni del mascherato Curry Man, che presto si alleò con Shark Boy. A differenza della natura seria e meditabonda del suo personaggio "Fallen Angel", Curry Man era un personaggio positivo e divertente. Lui e Shark Boy ebbero una faida con il Team 3D e li batterono in un fish market street fight match a Destination X. Il 13 marzo 2008 a Impact!, Curry Man batté Petey Williams e si qualificò per l'Xscape match per l'X Division Championship a Lockdown insieme a Jay Lethal, Sonjay Dutt, Shark Boy, Consequences Creed e Johnny Devine. Nel corso del match eliminò Creed, ma fu eliminato da Devine.
A giugno, prese parte alla World X Cup 2008 come membro del Team TNA e a Victory Road Curry Man ha lottato in un twelve-man elimination tag match e fu eliminato da Último Guerrero del Team Mexico
Curry Man e Shark Boy si allearono con Super Eric e i tre formarono una stable comica a tema supereroi chiamata The Prince Justice Brotherhood. A Final Resolution, fu uno dei quattro partecipanti al "Feast or Fired", insieme a Jay Lethal, Homicide e Hernandez, ma la sua valigetta conteneva il foglio rosa, che portò al licenziamento.
All'inizio del 2009, a seguito dell'infortunio di Frankie Kazarian, Daniels iniziò a interpretare il ruolo di Suicide e vinse l'X Division Championship in un Ultimate X match a Destination X.

#### Varie faide (2009–2010)
Christopher Daniels tornò ad Impact il 16 aprile con la vecchia gimmick del "Fallen Angel". Dopo aver sconfitto Kurt Angle, fu annunciato come membro del Team Jarrett (formato, oltre che dagli stessi Jarrett e Daniels, da AJ Styles e Samoa Joe) nel lethal lockdown match di Lockdown 2009, match che li vide vincitori sul Team Angle (Angle, Booker T, Kevin Nash e Scott Steiner).
A Slammiversary, schienò Shane Douglas in un match con in palio il contratto di Daniels, mentre a Victory Road perse contro Matt Morgan

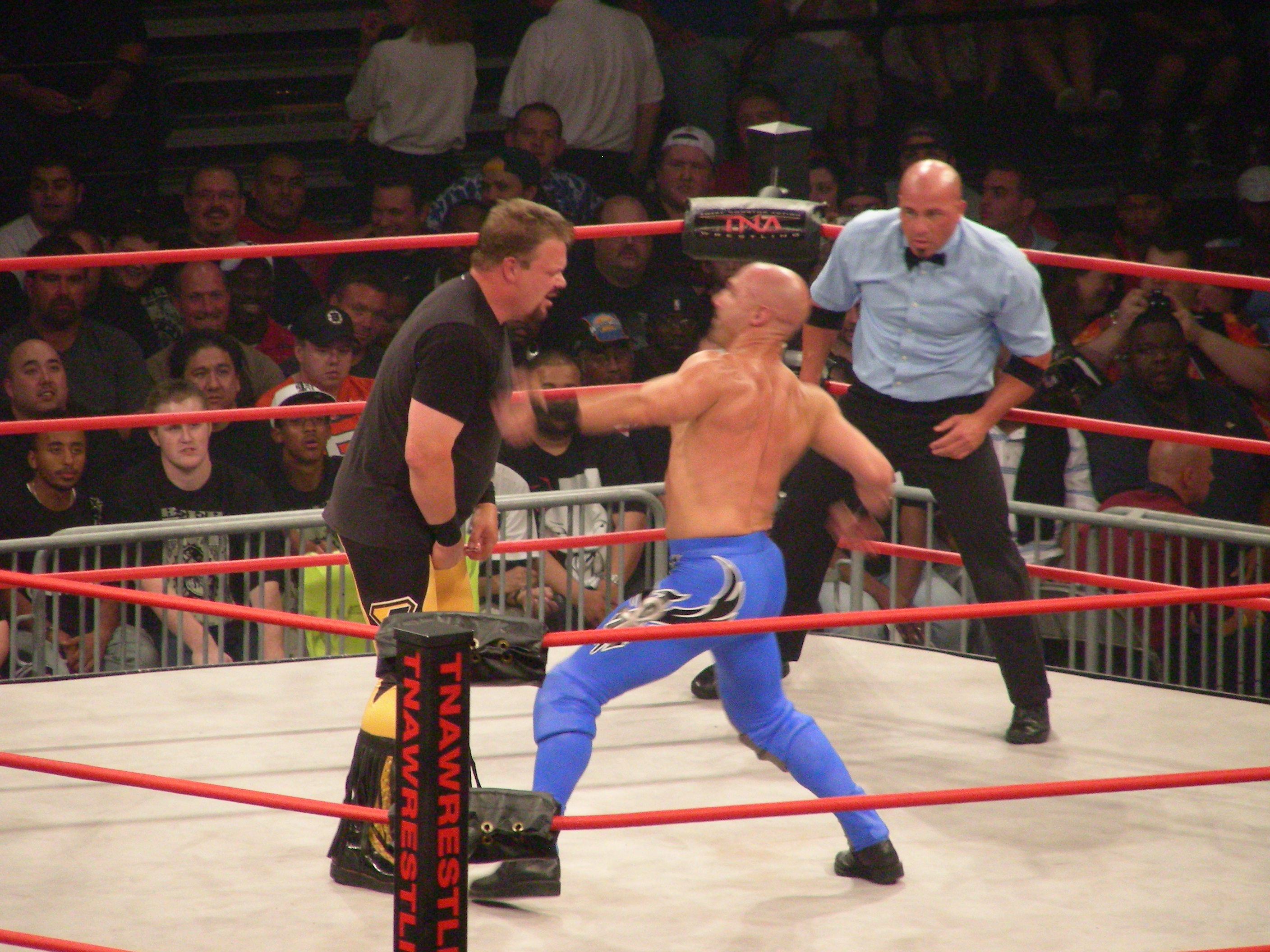
Daniels contro Shane Douglas a Slammiversary 2009

Ad Hard Justice, vinse uno Steel Asylum match e fu nominato primo sfidante per l'X Division Championship, riaccendendo la sua faida con il campione Samoa Joe, ma a No Surrender non riuscì a vincere, così come nel successivo episodio di Impact, dove partecipò ad un three way match che comprendeva anche Homicide
A Bound for Glory, lottò in un Ultimate X match a sei uomini per l'X Division Championship, insieme a Alex Shelley, Chris Sabin, Suicide, Homicide e il campione in carica, Amazing Red.
Al 5 novembre a Impact affrontò il TNA World Heavyweight Champion, A.J. Styles, affermando di essere un wrestler altrettanto bravo quanto lui, ma che la TNA non gli ha mai concesso le stesse opportunità concesse a Styles A Turning Point, Styles mantenne il titolo in un three-way match contro Daniels e Samoa Joe, in cui schienò quest'ultimo Il 19 novembre a Impact, Daniels completò il suo turn heel e vinse in coppia con Desmond Wolfe, contro Kurt Angle ed AJ Styles, schienando quest'ultimo. A Final Resolution, sfidò senza successo Styles per il World Heavyweight Championship. Il mese successivo a Genesis perse contro il debuttante in TNA Sean Morley.
Dopo aver partecipato senza successo ad Impact ad un three way match con in palio l'X Division Championship (gli altri partecipanti furno il campione Doug Williams e Kazarian), a Destination X lottò in un ladder match a quattro uomini, ma a prevalere fu Kazarian. Due giorni dopo, sconfisse Kazuchika Okada in un dark match, in quello che si rivelò essere il suo ultimo match in TNA, infatti il 31 marzo fu licenziato dopo quasi otto anni con la compagnia.

### Ritorno alla Ring of Honor (2010–2011)
Tornò alla Ring of Honor il 3 aprile 2010, nel pay-per-view The Big Bang!, dove sfidò Davey Richards a un match. Il 7 maggio, a Civil Warfare, Daniels sconfisse Kevin Steen nel suo match di ritorno e il giorno seguente, a Supercard Of Honor V, sconfisse Eddie Edwards, il ROH World Television Champion, in un match senza il titolo in palio Il 21 maggio partecipò alla sua prima registrazione di Ring of Honor Wrestling, dove in coppia con Roderick Strong perse contro gli American Wolves (Davey Richards e Eddie Edwards).
Il 19 giugno a Death Before Dishonore VIII sconfisse Kenny Omega e, nel corso del match, subì la rottura di un timpano. Al successivo PPV, Glory By Honor IX, sconfisse Austin Aries. Il 16 ottobre ricevette il match richiesto con Davey Richards, ma perse per sottomissione. Tre giorni dopo la Ring of Honor annunciò che Daniels aveva firmato un contratto con la federazione. Il 13 novembre ottenne una possibilità per il ROH World Championship, ma non riuscì a battere il campione Roderick Strong.
Il 10 dicembre, a Ring of Honor Wrestling, batté Eddie Edwards e si laureò ROH World Television Champion. Otto giorni dopo, a Final Battle, perse contro Homicide in un match senza titolo in palio. A ROH 9th Anniversary Show, il 26 febbraio 2011, lottò in un two out of three falls, rematch per il titolo televisivo, contro Eddie Edwards. In seguito, fu annunciato che Daniels avrebbe avuto una title shot per il ROH World Championship nel successivo pay-per-view del 1º aprile. Il 18 marzo, difese con successo il titolo televisivo contro Mike Bennett.
In preparazione al match per il ROH World Championship contro Roderick Strong, Daniels rubò il "The Book of Truth" di Truth Martini, il manager di Strong, per progettare la sua strategia per l'incontro. Fu costretto a spostare la sua attenzione quando, il 19 marzo, Strong perse il titolo contro Eddie Edwards. Il 1 aprile, a Honor Takes Center Stage, non riuscì a sconfiggere Edwards, e in seguito suggerì l'inizio di un turn heel, quando si rifiutò di stringergli la mano. Il giorno successivo, nella seconda serata dellì'evento, completò il suo turn, attaccando El Generico con "The Book of Truth" e allineandosi con la House of Truth, la stable capitanata da Truth Martini, con Roderick Strong e Michael Elgin.
Il 26 giugno, a Best in the World, perse il titolo televisivo contro El Generico, in quella che si rivelò la sua ultima apparizione in ROH prima di tornare in TNA a tempo pieno.

### Chikara (2010)
Debuttò nella Chikara come Curry Man il 23 aprile 2010 a King of Trios 2010, dove fece squadra con i Los Ice Creams (El Hijo del Ice Cream and Ice Cream, Jr.), in sostituzione dell'infortunato Cassandro. Il trio perse al primo turno contro il Team Perros del Mal (El Alebrije, Cuije e El Oriental). Il giorno seguente, come Christopher Daniels sconfisse Hallowicked e nella terza serata, perse contro Eddie Kingston.

### Asistencia Asesoría y Administración (2010)
Il 30 aprile 2010, debuttò nella Asistencia Asesoría y Administración, come membro a sorpresa della Legión Extranjera. La stable lottò in un six-man tag match che vide Daniels, Alex Koslov e Joe Líder contro Extreme Tiger, Jack Evans e Rocky Romero, che terminò quando Daniels schienò il AAA Cruiserweight Champion, Extreme Tiger.
Il 6 giugno, a Triplemanía XVIII, perse contro Jack Evans in un four-way delete match per il Cruiserweight Championship, insieme a Extreme Tiger e Nosawa.

### Ritorno in TNA (2011–2014)

#### The Fortune (2011–2012)
Tornò nella Total Nonstop Action Wrestling il 31 gennaio 2011, a Xplosion, con la gimmick di Suicide Nonostante fosse ancora sotto contratto con la Ring of Honor, quest'ultima lo autorizzò a combattere in TNA a condizione che non comparisse come Christopher Daniels fino alla scadenza del contratto. Il 10 febbraio, Suicide tornò a Impact!, perdendo un three way match, che coinvolgeva anche Brian Kendrick e Robbie E.
Il 16 marzo, alle registrazioni di Impact!, ritornò come Christopher Daniels, salvando i membri della Fortune James Storm, Kazarian e Robert Roode da un pestaggio quattro contro tre all'interno di una gabbia d'acciaio per mano dell'Immortal. Daniels prese di mira soprattutto Bully Ray, che due settimane prima infortunò il compagno AJ Styles. Il 7 aprile a Impact! Daniels proclamò la sua lealtà verso Styles e annunciò che avrebbe preso il suo posto al fianco di Kazarian, Roode e Storm nel Lethal Lockdown match di Lockdown, dove affrontrarono i rappresentanti dell'Immortal Abyss, Bully Ray, Matt Hardy e Ric Flair. Più tardi quella stessa sera Daniels lottò nel suo primo match in TNA, perdendo contro Bully Ray in un Lumberjack match, i cui lumberjack erano i membri di Fortune e Immortal. La sconfitta fu propiziata dall'intervento di Hulk Hogan (leader dell'Immortal) che lo colpì con una catena. Nonostante il suo ritorno come Daniels, continuò anche a esibirsi come Suicide e, nello stesso episodio di Impact del 7 aprile, fece coppia con Brian Kendrick e Chris Sabin in un six-man tag team match, dove sconfissero Generation Me (Max and Jeremy Buck) e Robbie E. Poco dopo il profilo di Suicide fu rimosso dalla pagina del roster TNA. Il 17 aprile a Lockdown, la Fortune ha sconfitto l'Immortal in un Lethal Lockdown match Al successivo Impact!, Daniels fu ufficialmente nominato membro della Fortune. Il 26 maggio a Impact, Daniels e Styles sconfissero Bully Ray e il suo nuovo partner, Tommy Dreamer, in un street fight match.
Il 10 luglio a Destination X, il primo pay-per-view TNA dedicato esclusivamente alla X Division, ha affrontò senza successo il collega membro della Fortune AJ Styles nel main event. Durante l'evento apparve brevemente come Curry Man, in un segmento in cui Eric Young cercava un partner per affrontare i Generation Me. Dopo aver chiesto per settimane una rivincita a Styles, quest'ultimo gliela concesse per l'episodio di Impact del 1º settembre, che Daniels vinse. Dopo il match, Daniels si rifiutò di stringere la mano a Styles. Il 22 settembre, il confronto tra i due portò ad una rissa, sedata dall'intervento di Kazarian, ma Daniels riuscì a colpire Styles all'inguine, completando il suo turn heel e confermando l'addio alla Fortune. A Bound for Glory, i due si sfidarono su richiesta di Daniels in un I quit match, vinto da Styles, dopo che minacciò l'avversario con un cacciavite. La faida proseguì, dopo che Daniels attaccò Styles al termine del match.
Il 27 ottobre a Impact perse contro Rob Van Dam per squalifica dopo averlo colpito con una cassetta degli attrezzi. Il 10 novembre a Impact, fu sconfitto da AJ Styles a causa dell'intervento di Van Dam gli impedì di usare un cacciavite. Il 13 novembre a Turning Point, fu sconfitto ancora da Van Dam in un no disqualification match. Per vendetta, nell'Impact successivo, Daniels interferì e costò a Van Dam il suo match per il TNA Television Championship. Ciò portò a un single match l'11 dicembre a Final Resolution, dove fu ancora una volta Van Dam a trionfare.

#### Bad Influence (2012–2014)

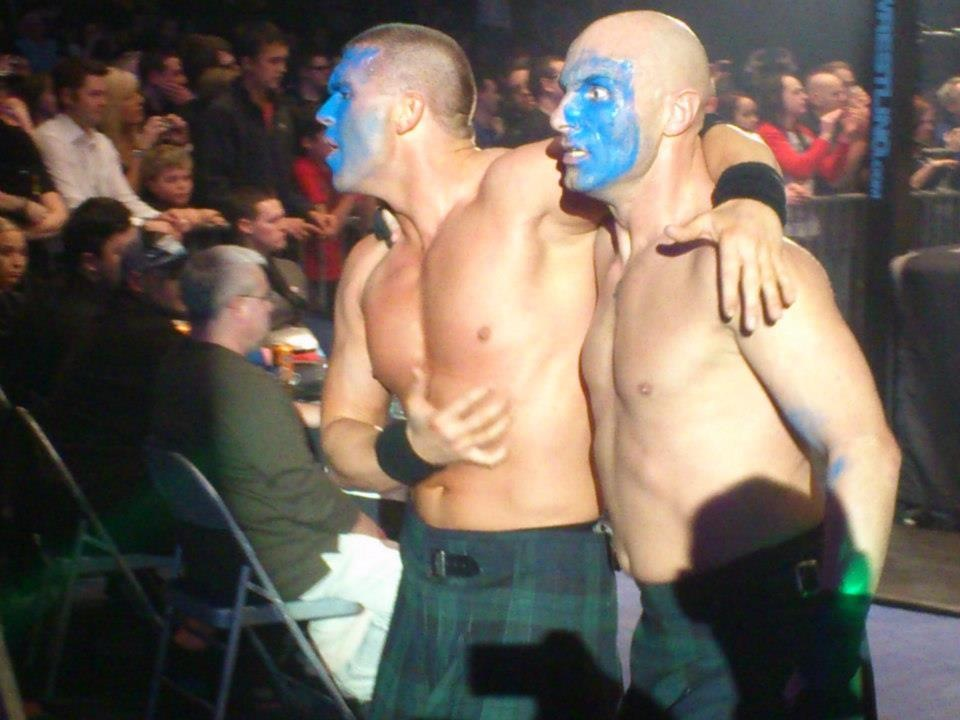
Daniels e Kazarian nel 2012

Tornò poi alla rivalità con AJ Styles, riuscendo a convincere Kazarian a seguirlo nella puntata di Impact 5 gennaio 2012. Il 9 febbraio a Impact, sconfisse Styles in un single match grazie all'aiuto di Kazarian, che Daniels convinse a tradirlo e il 18 marzo a Victory Road Daniels e Kazarian furono sconfitti in un tag team match da Styles e Mr. Anderson. La rivalità continuò il 15 aprile a Lockdown, dove i tue team facevano parte delle due fazioni del lethal lockdown match e a vincere fu la squadra guidata da AJ Styles.
Durante l'assenza di Styles, Daniels e Kazarian puntarono al TNA World Tag Team Championship. Il 26 aprile, attaccarono i campioni Magnus e Samoa Joe. Il 10 maggio a Impact, Kazarian rivelò di essersi originariamente schierato con Daniels per impedirgli di rivelare il segreto di Styles, ma cambiò idea dopo aver appreso quale fosse il segreto. Daniels rivelò che il segreto era una serie di fotografie che insinuavano una relazione tra Styles e il presidente della TNA Dixie Carter. Tre giorni dopo, a Sacrifice, sconfissero Magnus e Samoa Joe e si laurearono TNA World Tag Team Champions. Più tardi nell'evento, i due costarono ad A.J. Styles il suo match con Kurt Angle. Il 31 maggio, perse un grudge match contro Styles e nel post match, insieme a Kazarian, attaccò sia Styles che Angle, che riuscirono a mettersi in salvo e diffusero nell'arena l'audio di una conversazione telefonica che dimostrò la relazione tra Styles e Carter. Il nastro fu bruscamente interrotto dalla stessa Carter che chiuse la puntata. Il 10 giugno a Slammiversary, Daniels e Kazarian persero il TNA World Tag Team Championship contro Styles e Angle, che terminarono il loro regno dopo 28 giorni Nella successiva puntata di Impact, entrò nel Bound for Glory Series 2012, dove prese parte al gauntlet match di apertura, nel quale ha eliminato sia Styles che Angle, prima di essere eliminato da James Storm.
Dopo due settimane di accuse reciproche, Kazarian e Daniels sconfissero Styles e Angle e riconquistarono i World Tag Team Championship. L'8 luglio a Destination X, fu sconfitto da Styles in un last man standing match L'8 agosto a Impact, Daniels e Kazarian, che si autodefinirono "The World Tag Team Champions of the World", fecero la loro prima difesa televisiva del TNA World Tag Team Championship, sconfiggendo Devon e Garett Bischoff. La partecipazione di Daniels alle Bound for Glory Series 2012 si concluse all'Impact successivo, quando perse contro AJ Styles ai quarti di finale, lasciandolo fuori da un posto in semifinale. Il 6 settembre, come parte del primo "Championship Thursday", Daniels e Kazarian difesero con successo il TNA World Tag Team Championship contro Chavo Guerrero e Hernandez e tre giorni dopo a No Surrender batterono Styles e Angle nel rematch titolato. Il 14 ottobre a Bound for Glory, persero i titoli contro Chavo Guerrero, Jr. e Hernandez in un three-way match, che includeva anche AJ Styles e Kurt Angle. Ricevettero la loro rivincita l'11 novembre a Turning Point, ma furono nuovamente sconfitti. Il 9 dicembre a Final Resolution 2012, sconfisse A.J. Styles (dopo averlo colpito con la sua mossa finale, Styles Clash) in quello che fu annunciato come il loro "match finale".
In seguito, Daniels e Kazarian rinominarono il loro tag team come "Bad Influence", e Daniels modificò il suo personaggio di "Fallen Angel" in quello di un heel vizioso per adattarlo al suo nuovo soprannome di "Ring General". Bad Influence iniziò quindi una rivalità con James Storm dopo aver sconfitto Kazarian a Final Resolution e ancora nell'episodio di Impact del 3 gennaio 2013. Il 13 gennaio a Genesis, batté Storm in un match per determinare lo sfidante al TNA World Heavyweight Championship, title shot che ottenne il 24 gennaio a Impact, dove fu sconfitto dal campione in carica Jeff Hardy. Il 10 marzo a Lockdown, Bad Influence sfidò senza successo Austin Aries e Bobby Roode per il TNA World Tag Team Championship in un three-way match, insieme a Hernandez e Chavo Guerrero. Ad aprile, provarono a riformare la Fortune, per combattere la Aces & Eights, tuttavia il piano non si concretizzò, quando sia AJ Styles che Bobby Roode rifiutarono di unirsi a loro. I Bad Influence affrontarono Austin Aries e Bobby Roode in un match per una chance titolata, tuttavia il match si concluse in un no contest, dopo che l'arbitro speciale James Storm colpì Aries e Daniels con un superkick e lasciò il ring. Il 2 giugno a Slammiversary XI, i Bad Influence parteciparono senza successo ad un fatal 4-way elimination match che includeva anche i campioni Guerrero e Hernandez, Austin Aries e Bobby Roode e i vincitori Gunner e James Storm. Il 13 giugno a Impact, Daniels e Kazarian batterono Gunner e Storm in un match senza titolo in palio e si qualificarono per le Bound for Glory Series 2013. La settimana successiva, Daniels sconfisse Hernandez per schienamento nel suo primo incontro delle series, guadagnando sette punti nel torneo. L'8 agosto a Impact, Daniels e Kazarian si sono affrontarono in un match delle series. Nonostante la tensione iniziale tra i due, entrambi si fecero contare fuori dal ring intenzionalmente, così da guadagnare due punti ciascuno. In seguito, si allearono con Bobby Roode, nella speranza che aiutasse uno di loro a vincere il torneo
A Bound for Glory, i Bad Influence furono sconfitti da Eric Young e Joseph Park in un Gauntlet match. Dopo essere stati eliminati, entrambi attaccarono Park fino a farlo sanguinare. La stessa notte, Abyss (alter ego di Joseph Park) si vendicò, attaccando Daniels e Kazarian. Il 12 dicembre 2013, i Bad Influence furono sconfitti da Park e Young e lo stesso risultato si ripeté il 26 dicembre 2013, in un monster's ball match. Il 2 marzo 2014, i Bad Influence presero parte a Tokyo, all'evento Outbreak della Wrestle-1 insieme ad un gruppo di lottatori della TNA, dove sconfissero i Junior Stars (Koji Kanemoto e Minoru Tanaka) in un tag team match. A Lockdown, i Bad Influence, insieme a Chris Sabin, persero uno steel cage match contro Sanada, The Great Muta e Yasu. I Bad Influence lottarono il loro ultimo match in TNA il 12 aprile 2014, dove persero in un ladder match contro i The Wolves (Davey Richards e Eddie Edwards) a One Night Only: X-Travaganza 2014.
Daniels lottò il suo ultimo match in TNA in singolo il 17 aprile 2014, a Tokyo, dove fu sconfitto da Sanada in un match con in palio l'X-Division Championship e il 24 aprile annunciò il suo addio alla compagnia.

### Ritorno al circuito indipendente (2013–2019)
Nonostante fossero ancora sotto contratto con la TNA, i Bad Influence fecero molte apparizioni in diverse federazioni appartenenti al circuito indipendente. Il 24 gennaio 2014 presero parte alla battle royal della Big Time Wrestling, dove sconfissero i Ballard Brothers (Shane & Shannon). Il 5 aprile sconfissero i Bravado Brothers (Harlem Bravado e Lancelot Bravado) a Mercury Rising della Dragon Gate USA. In seguito hanno sconfitto The Irish Airborne (Dave Crist e Jake Crist) al WrestleCon, organizzato dalla Combat Zone Wrestling e dalla Pro Wrestling Guerrilla. Il 6 giugno 2014 debuttarono nella House of Hardcore di proprietà di Tommy Dreamer, dove sconfissero gli Outlaw Inc. (Eddie Kingston e Homicide). Ci tornarono il 7 giugno 2014, dove ad HOH 5 sconfissero Petey Williams e Tony Nese.
Il 4 luglio 2014, durante una registrazione televisiva del WrestleCentre Voltage, batté Titus vincendo il vacante IFWA Heavyweight Championship, che mantenne per oltre un anno, sconfiggendo lottatori come Lance Storm, AJ Styles, JP Simms, Riddick Stone e Samoa Joe. Lo perse il 3 luglio 2015, contro Simms, che sostituì l'infortunato Julien Young. A novembre e dicembre 2015, i The Addiction hanno preso parte alla World Tag League 2015 della New Japan Pro-Wrestling, dove conclusero con un record di tre vittorie e tre sconfitte, non riuscendo però ad avanzare dal blocco.
Il 20 marzo 2017, a WCPW Bulletproof: Championship Showdown, Daniels difese con successo il ROH Championship contro Adam Cole e Zack Sabre Jr. in un triple threat match. Il 21 marzo 2017, a WCPW Pro Wrestling World Cup, mantenne il ROH Championship contro El Ligero.
Il 4 agosto 2018, partecipò ad uno show della Pura Raza, dove sfidò senza successo il wrestler della Consejo Mundial de Lucha Libre Hechicero, con in palio l'NWA World Historic Light Heavyweight Champion.

### Ritorno alla Ring of Honor (2014–2019)
Il 17 maggio 2014, apparve a War of the Worlds, annunciando il suo ritorno alla ROH per Best in the World 2014 il 22 giugno. Successivamente anche Frankie Kazarian si unì alla compagnia, con il duo che continuò a collaborare sotto il nome "The Addiction".

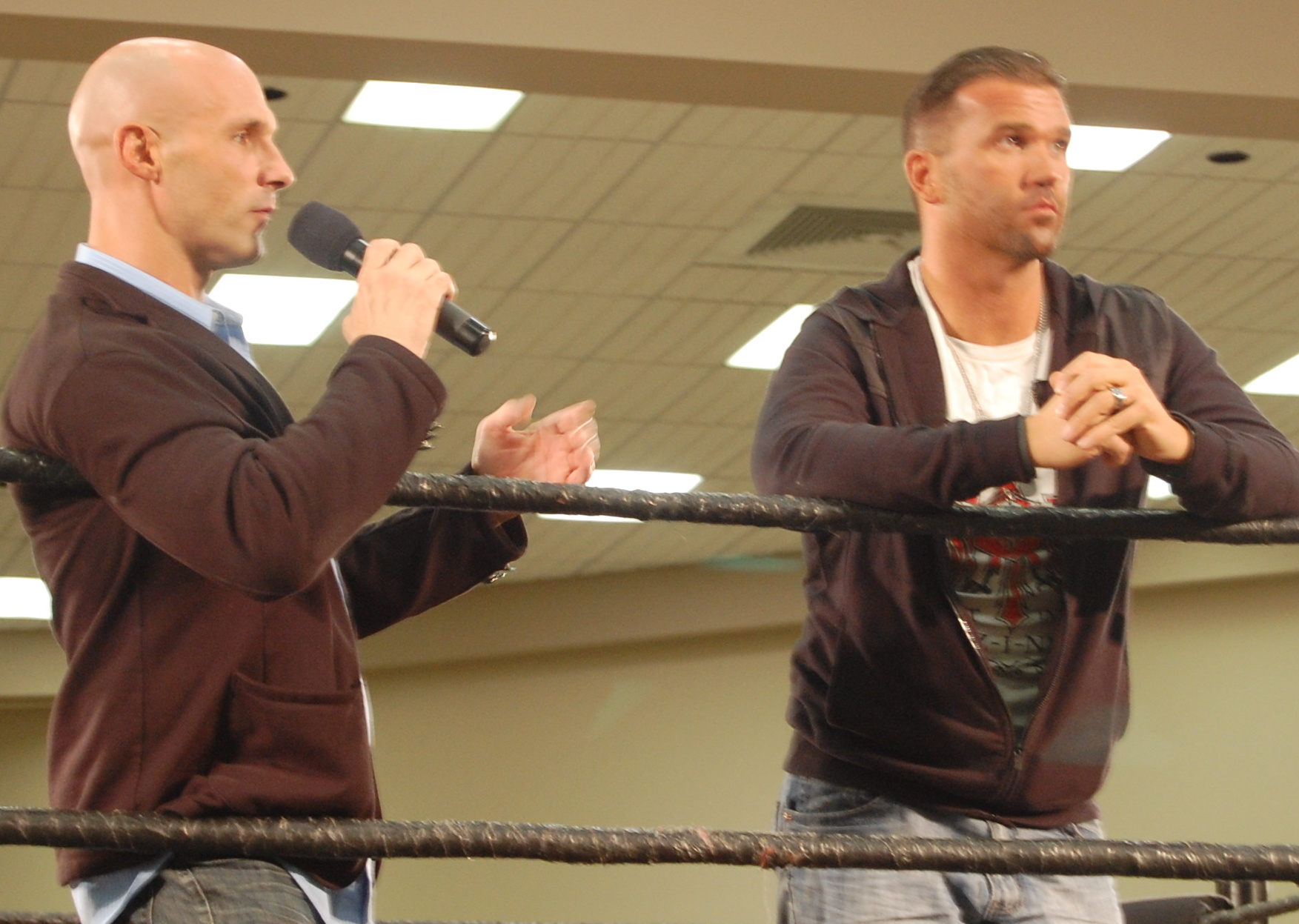
Daniels e Kazarian nel 2014

Il 4 aprile 2015, durante i tapings di Ring of Honor Wrestling, gli Addiction sconfissero i reDRagon e si laurearono ROH World Tag Team Champions. Fu inoltre rivelato che il collega della TNA Chris Sabin si era unito a Daniels e Kazarian e i tre formarono la stable chiamata KRD. Daniels e Kazarian mantennero i titoli fino al 18 settembre, quando li persero a All Star Extravaganza VII contro The Kingdom (Matt Taven e Mike Bennett) in un match che vide coinvolti anche gli Young Bucks. A Field of Honor, Daniels fu sconfitto da Adam Cole.
A Survival of the Fittest sconfisse Mark Briscoe, Hanson e Kenny King in un match valido per il "Survival of the Fittest tournament match", il cui vincitore avrebbe ricevuto una chance titolata per il ROH World Championship. La notte successiva eliminò ACH, ma fu eliminato da Jay Briscoe. A ROH 14th Anniversary Show, fu sconfitto da Alex Shelley, mentre il 9 maggio 2016, a War of the Worlds, gli Addiction sconfissero i War Machine vincendo per la seconda volta il ROH World Tag Team Championship, che persero il 30 settembre, a All Star Extravaganza VIII, contro gli Young Bucks in un three-way ladder match, che includeva anche i Motor City Machine Guns.
All'inizio del 2017, Daniels iniziò una faida con il Bullet Club, effettuando un turn face e il 14 gennaio 2017, sconfisse Jay Briscoe nella finale del Decade of Excellence tournament, diventando lo sfidante al ROH World Championship per 15th Anniversary Show. L'11 febbraio, Kazarian tradì Daniels e si unì al Bullet Club, segnando la fine degli Addiction Il 10 marzo a ROH 15th Anniversary Show, Daniels sconfisse Adam Cole con l'aiuto di Frankie Kazarian (il cui tradimento era in realtà uno stratagemma per ingannare Cole) e diventò per la prima volta ROH World Champion. La vittoria rese Daniels il quarto ROH Triple Crown Champion. Il 1 aprile, a Supercard of Honor XI, nonostante l'attacco subito da Cody, Daniels riuscì a mantenere il titolo contro Dalton Castle. Il 10 maggio a ROH/NJPW War of the Worlds, mantenne ancora una volta il titolo in un three-way match contro Jay Lethal e Cody, per poi perderlo contro quest'ultimo il 23 giugno Best in the World.
Il 9 marzo 2018, a ROH 16th Anniversary Show, i SoCal Uncensored (Daniels, Kazarian e Scorpio Sky) sconfissero gli Young Bucks e Adam Page e vinsero il ROH World Six-Man Tag Team Championship e come risultato della vittoria, Daniels diventò il primo ROH Grand Slam Champion. A War of the Worlds: Lowell, i SoCal Uncensored persero il titolo contro il Kingdom e il giorno dopo Final Battle, i tre lasciarono la Ring of Honor.
Nel primo episodio di Ring of Honor Wrestling del 2019, a Daniels fu offerto un nuovo contratto con la ROH prima di essere attaccato da Shane Taylor, che strappò il contratto.

### All Elite Wrestling (2019–presente)
Nel gennaio 2019, Daniels, insieme a Frankie Kazarian e a Scorpio Sky, furono tra i primi a firmare per la All Elite Wrestling, neonata federazione avviata dai wrestler Cody Rhodes, gli Young Bucks e di proprietà di Shahid e Tony Khan. Successivamente fu rivelato a Being the Elite che Daniels sarebbe stato anche capo delle relazioni con i talenti Il 25 maggio a Double or Nothing, evento inaugurale della AEW, i SoCal Uncensored sconfissero gli Strong Hearts (Cima, T-Hawk e El Lindaman). Il mese successivo a Fyter Fest perse contro Cima e il 31 agosto, a All Out, i SoCal Uncensored batterono il Jurassic Express. Nel mese di ottobre, Daniels soffrì di radicolopatia e rimase fuori dalle scene per qualche mese. Tornò il 9 novembre, al pay-per-view Full Gear, dove aiutò Kazarian e Sky da un attacco dei Lucha Bros. (Pentagón Jr. e Rey Fénix).
Nel gennaio 2020, gli SCU iniziarono una rivalità con il Dark Order (Evil Uno, Stu Grayson, Alex Reynolds e John Silver) quando cercarono di reclutare Daniels. La faida terminò il 4 marzo a Dynamite, quando gli SCU e Colt Cabana sconfissero il Dark Order.
Verso la fine del 2020, Daniels e Kazarian si concentrarono sui titoli di coppia e decisero che, alla prima sconfitta, si sarebbero sciolti. Da quel momento in poi, vinsero tutti i match a cui presero parte, fino al 14 maggio 2021, quando a Dynamite persero contro gli Young Bucks e furono appunto costretti a dividersi.
Tornò a lottate in AEW quasi un anno dopo, il 3 marzo 2022, dove perse contro Bryan Danielson.

### Ritorno ad Impact Wrestling (2021)
Il 23 settembre 2021, tornò a Impact Wrestling dopo sette anni, dove salvò Christian Cage e Josh Alexander dall'attacco di Ace Austin e Madman Fulton e la settimana successiva, nel suo primo match, sconfisse quest'ultimo.

### Ritorno al circuito indipendente (2021–2024)
Il 25 settembre tornò a lottare nel circuito indipendente, precisamente a DEFY Mad Kingdom, evento della DEFY Wrestling, dove sconfisse Titus Alexander. Dopo aver battuto Daniel Garcia a DEFY Hell Bent, il 19 dicembre vinse il DEFY World Championship ad interim, battendo Brody King a DEFY Dark Horse.. Lo difese con successo il 12 febbraio 2022 a DEFY 5th Anniversary Show contro Nick Wayne e il 26 febbraio a DEFY 50 contro Clark Connors.
Lottò due match a Strong, show statunitense della New Japan Pro Wrestling. Nel primo perse contro Jay White, ma nel secondo riuscì a battere Karl Fredericks.

## Vita privata
Covell ha sposato la sua fidanzata del college, un'insegnante di nome Lisa, nel giugno 1993. La coppia ha avuto due figli.
Grande appassionato di fumetti, ne ha co-scritto uno basato sul suo personaggio che interpreta nel wrestling che è stato pubblicato da Aw Yeah Comics il 23 aprile 2014.

## Personaggio

### Mosse finali
- Come Christopher Daniels

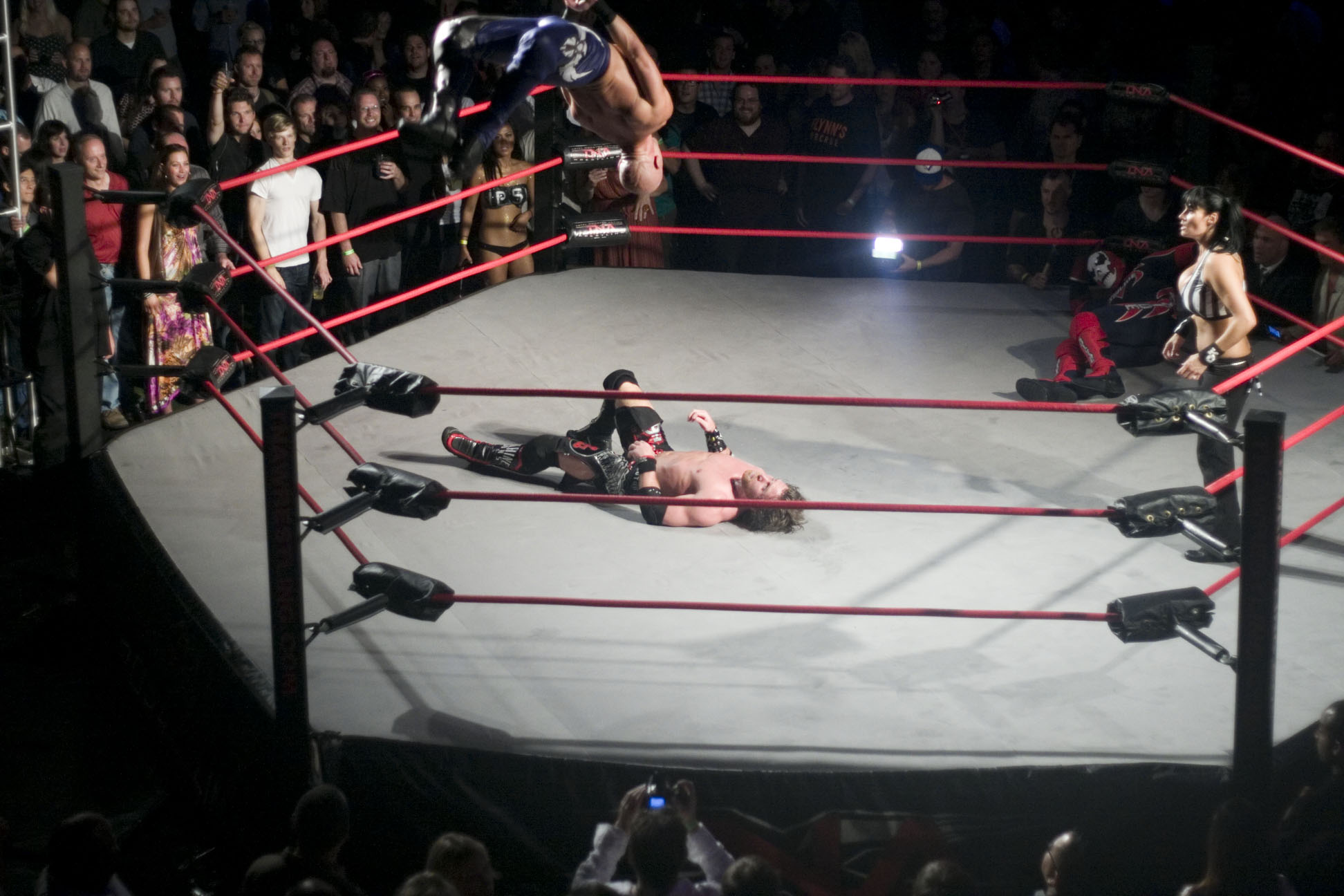
Christopher Daniels mentre esegue il Best Moonsault Ever

  - Angel's Wings (Spinning lifting double underhook sitout facebuster)
  - BME - Best Moonsault Ever (Double jump moonsault)
  - Last Rites (Rolling cutter)
- Come Curry Man
  - Spicy Drop / Spicy Rack (Argentine facebuster)
- Come Suicide
  - Suicide Solution (Overhead flipping leg hook belly to back suplex)

### Soprannomi
- "Almighty"[219]
- "The Fallen Angel"[12][13]
- "The Ring General"[220]
- "The King of Indies"[12]
- "The Founding Father of Ring of Honor"[221]
- "(Self-proclaimed) Mr. TNA"[222]
- "Hot and Spicy"[223]
- "King of Spice"[224]
- "The (self-proclaimed) New Face of Impact Wrestling"
- "The Sexually Delicious"
- "Smartest Man in the Room"[221]
- "The Man With The Rear That Makes All The Ladies Cheer"[225]

## Titoli e riconoscimenti
- All Action Wrestling
  - AAW Championship (1)[226]
- All Pro Wrestling

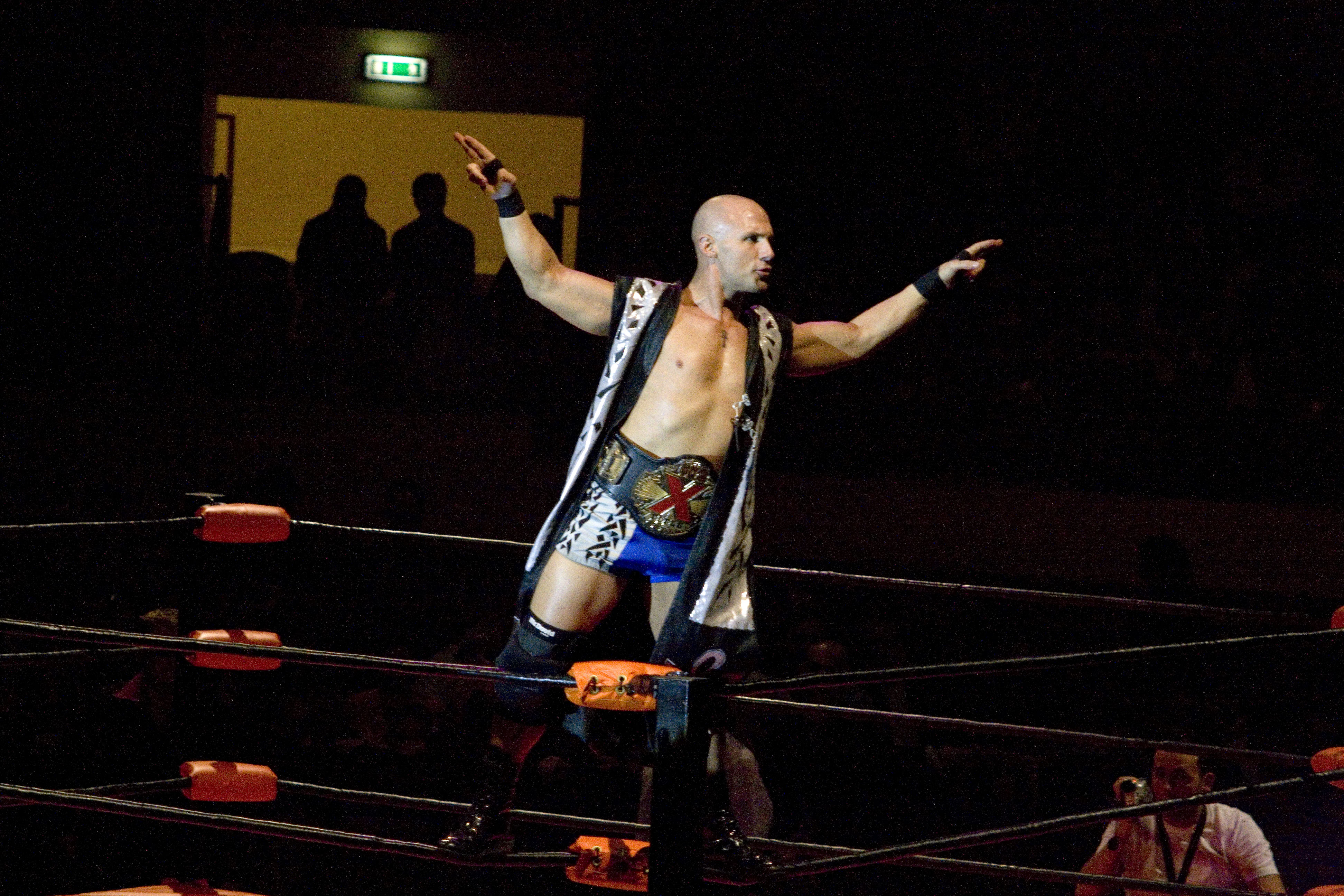
Daniels è un quattro volte TNA X Division Champion

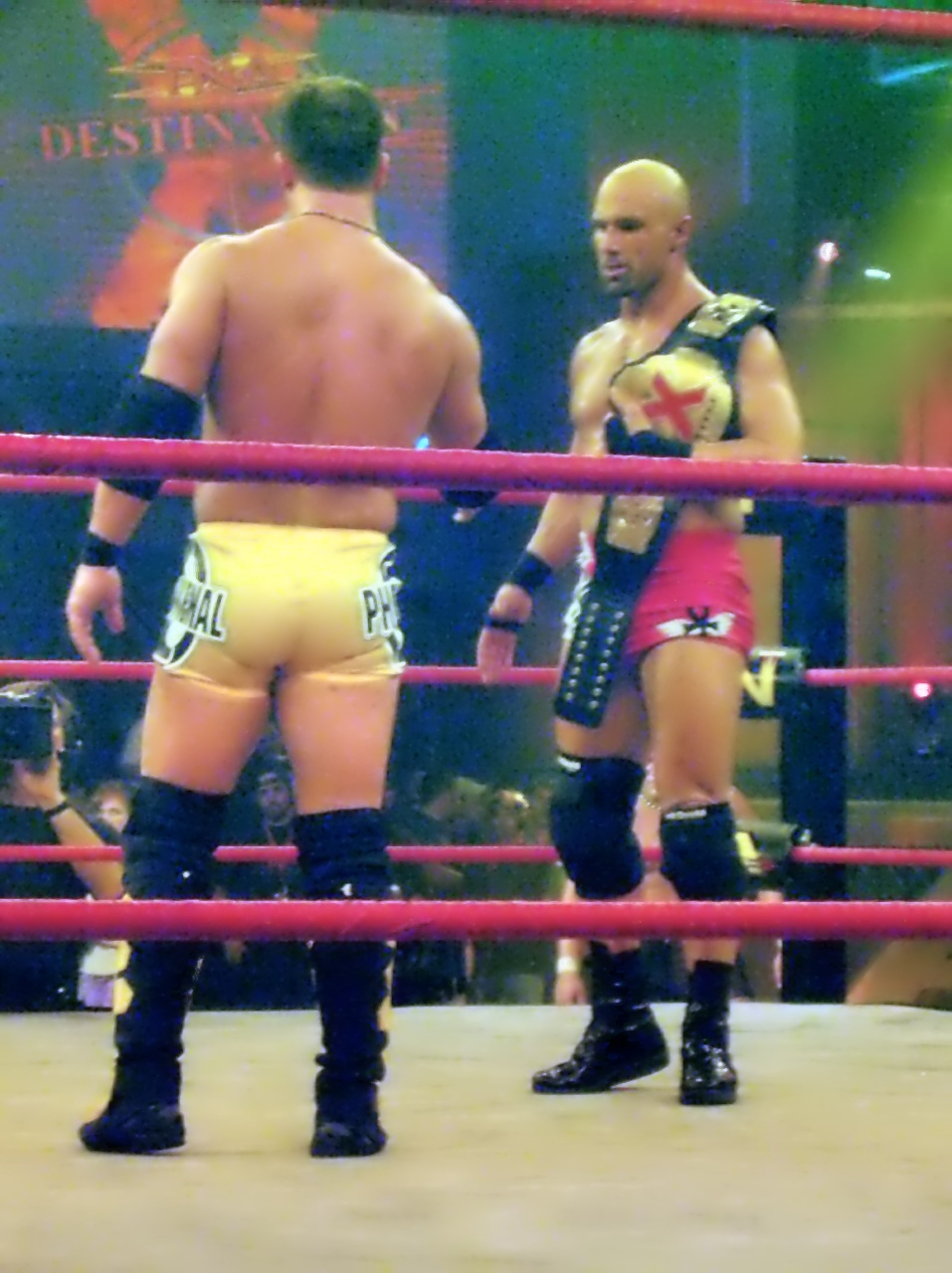
Daniels con AJ Styles a Destination X 2006, dopo aver vinto l'X Division Championship

  - APW Worldwide Internet Championship (1)[227]
  - King of the Indies (2000)[13]
- Ballpark Brawl
  - Natural Heavyweight Championship (1)[228]
- Bar Wrestling
  - Trios Tournament (2019) - con Frankie Kazarian e Scorpio Sky[229]
- Cauliflower Alley Club
  - Men's Wrestling Award (2015)[230]
- DDT Pro-Wrestling
  - Ironman Heavymetalweight Championship (1) – con Frankie Kazarian[231]
- East Coast Wrestling Association
  - ECWA Heavyweight Championship (2)[232][233]
  - Super 8 Tournament (2000, 2004)[234]
  - ECWA Hall of Fame (classe del 2001)[235]
- Empire Wrestling Federation
  - EWF Heavyweight Championship (1)[25][236]
- Frontier Wrestling Alliance
  - FWA British Heavyweight Championship (1)[237]
- German Stampede Wrestling
  - Battlefield (2008)[238]
- Impact Championship Wrestling
  - ICW Tag Team Championship (1) – con Xavier[239]
  - Impact Cup (2010) – con Xavier[240]
- Michinoku Pro Wrestling
  - British Commonwealth Junior Heavyweight Championship (1)[241]
  - Futaritabi Tag Team League (2002) – con Super Rice Boy[13]
- Midwest Championship Wrestling
  - MCW Tag Team Championship (1) – con Reign[25]
- New Japan Pro-Wrestling
  - IWGP Junior Heavyweight Tag Team Championship (1)[242] – con The American Dragon
- NWA Florida
  - NWA Florida Heavyweight Championship (1)[243]
- NWA Midwest
  - NWA Midwest Tag Team Championship (1) - con Kevin Quinn[28]
- New Age Wrestling Federation
  - CT Cup (1)[244]
- Premier Wrestling Federation
  - PWF United States Championship (1)[245]
  - 2nd Shinya Hashimoto Legacy Cup (2002)[246]
- Pro-Pain Pro Wrestling
  - 3PW World Heavyweight Championship (1)[247]
- Pro Wrestling Illustrated
  - PWI Tag Team of the Year (2006)[248] - con AJ Styles
  - PWI Most Inspirational Wrestler of the Year (2017)
  - 15º tra i 500 migliori wrestler singoli nella PWI Years (2006)[249]
- Pro Wrestling Zero1-Max
  - Zero1-Max United States Openweight Championship (1)[250]
- Remix Pro Wrestling
  - Remix Pro Heavyweight Championship (1)[251]
- Ring of Honor
  - ROH World Championship (1)[184]
  - ROH World Television Championship (1)[4][90]
  - ROH World Tag Team Championship (4) – con Donovan Morgan (1), Matt Sydal (1) e Frankie Kazarian (2)[4][14][15][16][35]
  - ROH World Six-Man Tag Team Championship (1) – con Scorpio Sky e Frankie Kazarian[18]
  - ROH Decade of Excellence Tournament (2017)[182]
  - ROH Tag Team Championship Tournament (2002) – con Donovan Morgan
  - ROH Round Robin Challenge II
  - 4° Triple Crown Champion[184]
  - 1° Grand Slam Champion[191]
- SoCal Uncensored
  - Match of the Year (2000) - vs. Kurt Angle a Ultimate Pro Wrestling[252]
  - Wrestler of the Year (2000)[252]
- Southern California Pro-Wrestling Hall of Fame
  - Classe del 2020[253]
- Total Nonstop Action Wrestling
  - TNA X Division Championship (4)[254]
  - TNA World Tag Team Championship (2) – con Kazarian[131][255]
  - NWA World Tag Team Championship (6)[256] – con Low Ki e Elix Skipper (3), James Storm (1) e AJ Styles (2)
  - Feast or Fired di Turning Point 2007[257]
  - Feast or Fired di Final Resolution 2008
  - TNA World Cup of Wrestling (2013) – con James Storm, Kazarian, Kenny King e Mickie James
  - World X Cup (2004) – con Jerry Lynn, Chris Sabin e Elix Skipper[13]
  - TNA Year End Awards (4)
    - Feud of the Year (2005) - vs. A.J. Styles[258]
    - Match of the Year (2004) - vs. Elix Skipper vs. Chris Harris e James Storm a Turning Point 2004[259]
    - Match of the Year (2006)[13] - con A.J. Styles vs. Homicide e Hernandez a No Surrender[260]
    - Tag Team of the Year (2006)[13] - con A.J. Styles[260]
- Ultimate Pro Wrestling
  - UPW Heavyweight Championship (2)[261]
- Windy City Pro Wrestling
  - WCPW League Championship (1)[25]
  - WCPW Lightweight Championship (1)[25]
  - WCPW Middleweight Championship (1)[25]
  - WCPW Tag Team Championship (2) – with Kevin Quinn (1), Mike Anthony (1)[25]
- World Power Wrestling
  - WPW Heavyweight Championship (1)[25]
- World Wrestling Council
  - WWC World Tag Team Championship (1)[262] – con Kevin Quinn
  - WWC Television Championship (1)
- WrestleCentre
  - IFWA Heavyweight Championship (1)
- WrestleCrap
  - Gooker Award (2012) – Faida "Claire Lynch" - con Kazarian contro AJ Styles[263]
- Wrestling Observer Newsletter
  - Tag Team of the Year (2012) - con Kazarian[264]
  - Worst Worked Match of the Year (2006) - TNA Reverse Battle Royal ad Impact![265]

## Filmografia

### Cinema
- Carrie 2 - La furia (The Rage: Carrie 2), regia di Katt Shea e Robert Mandel (1999) - non accreditato
- Swerve, regia di Sean McArdle - cortometraggio (2020)

### Televisione
- The Practice - Professione avvocati (The Practice) - serie TV, episodio 4x16 (2000)
- GLOW - serie TV, episodio 1x05 (2017)
- Love - serie TV, episodio 3x05 (2018)

### Doppiaggio
- Marvel Super Heroes: What The--?! - serie TV (2009)

## Videogiochi
- Fire Pro Wrestling (2001)[266]
- Fire Pro Wrestling 2 (2002)[267]
- Fire Pro Wrestling Returns (2005)[268]
- TNA iMPACT! (2008)[269]

## Documentari dedicati
- TNA - Heaven Sent, Hell Bound - The Best of Christopher Daniels (2006)[270]
- ROH - Christopher Daniels - The Fallen Angel (2013)[271]